# Golden Kids
Die Golden Kids waren ein Gesangstrio aus der Tschechoslowakei. Es bestand aus Helena Vondráčková, Marta Kubišová und Václav Neckář, wurde 1968 gegründet und löste sich schon zwei Jahre später wegen eines Auftrittsverbots auf. 1994, 1995 und 1997 kam es jeweils zu kurzlebigen Wiedervereinigungen. Eine für 2008 geplante Tournee fand nicht mehr statt.

## Geschichte

### 1968–1970
Die drei Mitglieder lernten sich 1965 in Prag bei gemeinsamen Auftritten im Rokoko-Theater kennen. 1968 schlossen sie sich zu den Golden Kids zusammen und wurden schnell in ihrer Heimat, aber auch im westlichen Europa populär. Offiziell gegründet am 1. November 1968, absolvierten sie ihr erstes Konzert am 25. November 1968 in der Prager Lucerna.
Bereits im März 1969 hatte ihr Programm Micro-Magic-Circus Premiere. Begleitet wurden sie bei ihren Auftritten vom Golden Kids Orchestra, das aus Musikern des Tanzorchesters des Tschechoslowakischen Rundfunks bestand. Das Repertoire bestand aus eigens für das Trio geschriebenen Schlagern und Coverversionen internationaler Titel. 1968 und 1969 trat das Trio bei der Midem in Cannes auf. Einzelne Titel wurden auch als Single von Polydor in der Bundesrepublik Deutschland mit deutschem Text veröffentlicht.
Am 6. Januar 1970 hatte das neue Programm Music Box No. 2 Premiere, doch schon am 27. Januar 1970 folgte der letzte Auftritt der Golden Kids in Ostrava, da Marta Kubišová ab dem 3. Februar nicht mehr auftreten durfte. Kubišovás Lied Modlitba pro Martu („Ein Gebet für Marta“) wurde zum Symbol des Widerstandes nach der Niederschlagung des Prager Frühlings. Unter dem Vorwand, pornografische Aufnahmen gemacht zu haben, wurde sie aus dem öffentlichen Leben gedrängt. Zwar konnte sie 1970 noch einige Studioaufnahmen machen, aber die Verträge mit dem tschechischen Label Supraphon wurden gekündigt. Neckář versuchte seine Kollegin zu verteidigen, konnte aber das Auftrittsverbot nicht abwenden. Auch nachdem Kubišovás Klage gegen den Direktor von Supraphon erfolgreich war, kam es zu keinen gemeinsamen Auftritten mehr. Vondráčková und Neckář setzten ihre erfolgreichen Solokarrieren fort, Kubišová zog sich gezwungenermaßen aus dem Musikgeschäft zurück, blieb aber politisch aktiv und gehörte zu den Erstunterzeichnern der Charta 77.

### Wiedervereinigung
Erst nach der politischen Wende kam es in den 1990er Jahren wieder zu gemeinsamen Konzerten, eine für 2008 geplante Tournee fand jedoch nicht mehr statt. In der Folge entwickelten sich langwierige Rechtsstreitigkeiten zwischen den Mitgliedern des Trios und ihrem Management.

### Begleitgruppe
Als Begleitgruppe traten einige später sehr erfolgreiche – wenn auch in anderen Genres – Musiker auf, wie der Rockgitarrist Ota Petřina.
- Ota Petřina – Gitarre
- Miloš Svoboda – Gitarre, Gesang
- Zdeněk Rytíř – Bass
- Petr Formánek – Keyboard
- Petr Hejduk – Schlagzeug

## Diskografie

### Studioalben
- 1969: Micro-Magic-Circus (Supraphon)
- 1970: Golden Kids (Supraphon)

### Kompilationen
- 1993: Golden Kids – Marta Kubišová, Václav Neckář, Helena Vondráčková
- 1994: Golden Kids – Comeback
- 2008: Golden Kids – 24 Golden Hits